# Alfons Nossol

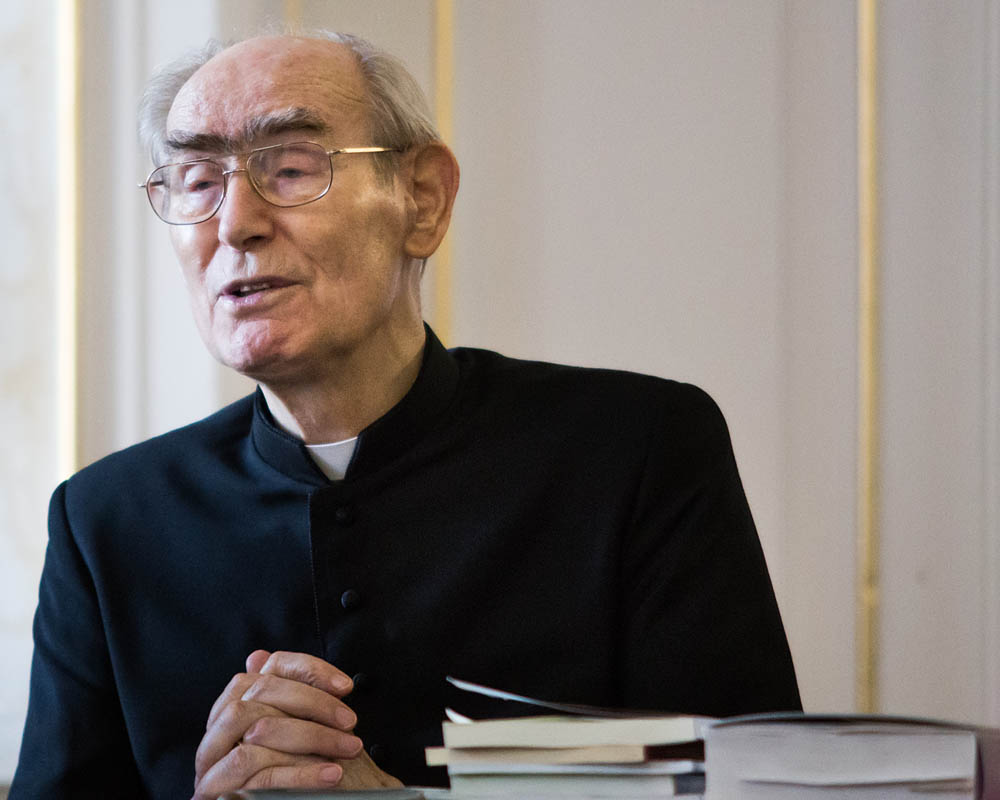
Alfons Nossol (2015)

Alfons Nossol (* 8. August 1932 in Broschütz, Landkreis Neustadt O.S., Provinz Oberschlesien, Deutsches Reich) ist ein schlesischer römisch-katholischer Theologe und emeritierter Bischof von Oppeln. Er besitzt die polnische und die deutsche Staatsangehörigkeit.

## Leben
Alfons Nossol, Sohn aus einer bäuerlichen Familie, wuchs in Oberschlesien, im damals deutschen Oppeln, auf und besuchte eine deutsche Grundschule. Nach dem Ende des Zweiten Weltkriegs wechselte er an polnische Schulen und trat nach seinem Abitur in das Priesterseminar in Nysa (Neisse) ein. Am 23. Juni 1957 empfing er durch Bischof Franciszek Jop in Oppeln die Priesterweihe. Anschließend studierte er an der Katholischen Universität Lublin und wurde mit einer Arbeit über Nauka Jana Hessena o augustyńskiej teorii poznania Boga („Die Lehre von Johannes Hessen über die augustinische Theorie der Gotteserkenntnis“) im Jahr 1962 promoviert. Ab 1961 unterrichtete er am Priesterseminar in Nysa und wurde 1977 zum Assistenzprofessor an der Katholischen Universität Lublin ernannt. Mit einer Arbeit über Die Christologie Karl Barths und ihr Einfluss auf die gegenwärtige katholische Christologie habilitierte sich Alfons Nossol. 1982 wurde er zum außerordentlichen Professor, 1988 zum Universitätsprofessor für Dogmatik an der KUL ernannt, später auch zum Professor und Großkanzler der Theologischen Fakultät der Universität Oppeln. Er hatte mehrere Gastprofessuren inne, unter anderem 1977 an der Johannes Gutenberg-Universität Mainz.
Papst Paul VI. ernannte ihn 1977 zum Bischof des Bistums Oppeln. Die Bischofsweihe spendete ihm am 17. August 1977 der damalige Erzbischof von Warschau, Stefan Kardinal Wyszynski; Mitkonsekratoren waren der Erzbischof von Breslau und spätere Kardinal Henryk Roman Gulbinowicz sowie der Weihbischof in Oppeln Antoni Adamiuk. Am 12. November 1999 verlieh ihm Papst Johannes Paul II. wegen seiner großen Verdienste den Titel Erzbischof ad personam.
Am 14. August 2009 nahm Papst Benedikt XVI. sein altersbedingtes Rücktrittsgesuch an und ernannte Andrzej Czaja zu Nossols Nachfolger als Bischof von Oppeln. Erzbischof Nossol war mit 32 Amtsjahren Polens dienstältester Diözesanbischof.

## Wirken
Alfons Nossol gilt als gebürtiger Oberschlesier seit Jahrzehnten als Brückenbauer zwischen Polen und Deutschland sowie als Mittler zwischen den Konfessionen. 1980 ermöglichte Nossol dem damaligen Augsburger Bischof Josef Stimpfle, die erste deutsche Predigt seit dem Zweiten Weltkrieg auf dem oberschlesischen St. Annaberg zu halten. Im Juni 1989 feierte er dort trotz polnischer Vorbehalte selbst einen deutschsprachigen Gottesdienst und führte solche Gottesdienste in seiner Diözese ein. Im November 1989 nahmen auf Initiative Nossols Bundeskanzler Helmut Kohl und der polnische Ministerpräsident Tadeusz Mazowiecki an einem von Nossol gefeierten Versöhnungsgottesdienst in Kreisau teil. Dort hatte sich der zivile Widerstand gegen Hitler um Helmuth James Graf von Moltke mehrfach getroffen.
Mit Papst Johannes Paul II. feierte Nossol am 21. Juni 1983 eine heilige Messe auf dem Annaberg, an der eine Million Gläubige teilnahmen.
Er war Mitglied des Päpstlichen Rates zur Förderung der Einheit der Christen und Mitglied der Päpstlichen Kommission für den theologischen Dialog zwischen der katholischen und orthodoxen sowie zwischen der katholischen Kirche und dem Lutherischen Weltbund. Er gehörte dem Ständigen Rat der polnischen Bischofskonferenz an sowie dem wissenschaftlichen Rat der Bischofskonferenz. Er war Präsident des Ausschusses der Bischofskonferenz für die Ökumene. Nossol war der Gründer und zugleich Direktor des ersten in Polen gegründeten ökumenischen Instituts in Oppeln.
Oppeln verdankt ihm die Universität. Zuerst gründete Nossol ohne Zustimmung der Behörden eine Filiale der Katholischen Universität Lublin, und nach dem Zusammenschluss mit der Pädagogischen Hochschule entstand daraus die Universität Oppeln.
Am 24. Juni 2010 wurde ihm, gemeinsam mit dem Gründer des Deutschen Polen-Instituts Karl Dedecius, der Deutsche Nationalpreis verliehen. In der Begründung heißt es, Nossol „verkörpert mit seinem Lebenswerk die deutsch-polnische Versöhnungsaufgabe, die für das Zusammenleben in Europa beispielhafte Integration von Minderheiten, die Rolle der katholischen Kirche in Polen bei der Unterstützung der Freiheitsbewegung und die auf Verständigung gerichtete Ökumene der Religionen.“

## Ehrungen und Auszeichnungen
- Europäischer St.-Ulrichs-Preis in Dillingen an der Donau (1993)
- Ehrendoktorwürden der Universitäten in Bamberg, Münster, Mainz, Oppeln, Christlich-Theologische Akademie (ChAT) in Warschau und der Päpstlichen Theologischen Fakultät in Breslau
- Lux ex Silesia (1996)
- Augsburger Friedenspreis (1997)
- Kulturpreis Schlesien des Landes Niedersachsen (2001)
- Deutsch-Polnische Preis (2005)
- Verdienstorden des Landes Rheinland-Pfalz (2006)
- Preis der STIFTUNG HAUS der action 365 (2006)
- Verdienstmedaille der Katholischen Universität Lublin (2007)
- Mérite Européen in Gold (2008)
- Komturkreuz des Orden Polonia Restituta (2008)
- Gloria-Artis-Medaille für kulturelle Verdienste in Gold (Złotym Medalem „Zasłużony Kulturze Gloria Artis“) (2009)
- Großes Bundesverdienstkreuz mit Stern des Verdienstordens der Bundesrepublik Deutschland (2009)[4]
- Klaus-Hemmerle-Preis (2010)[5]
- Deutscher Nationalpreis (2010)
- Schlesierschild (2011)
- Predigtpreis (2011)
- Winfried-Preis (2014)
- Eugen-Kogon-Preis 2017[6]
- Internationaler Brückepreis 2017 der Europastadt Görlitz/Zgorzelec

## Schriften
- Das Phänomen Kirche in Polen. 1982, ISBN 3-597-30031-6.
- Der Mensch braucht Theologie. Johannes Verlag 1986, ISBN 3-89411-183-6.
- zusammen mit Hubert Dobiosch (Hrsg.), Joseph G. Ziegler: Natur und Gnade: Die christozentisch-pneumatische Grundgestalt der christlichen Sittlichkeitslehre. EOS Verlag 1990, ISBN 3-88096-466-1.
- zusammen mit Winfried König (Hrsg.), Joachim Meisner, Rudolf Müller: Kirche im Dienst der Schlesischen Menschen: 25 Jahre Apostolische Visitatur Breslau. Apostolische Visitatur d. Priester u. Gläubigen aus d. Erzbistum Breslau, 1998, ISBN 3-932970-16-0.
- Brücken bauen. Herder 2002, ISBN 3-451-27937-1.
- Miałem szczęście w miłości (Ich hatte Glück in der Liebe). Pro Media, Opole 2007, ISBN 978-8-390-565-446.
  - Übersetzung von Winfried Lipscher: Glück in der Liebe – Rückblick auf mein Leben. EOS Verlag, St. Ottilien 2010, ISBN 978-3-8306-7434-4.